# Хлоя Совурель
Хлоя Совурель (18 червня 1999) — центральноафриканська плавчиня.
Учасниця Олімпійських Ігор 2016 року.